# Crassomicrodus nigriceps
Crassomicrodus nigriceps är en stekelart som först beskrevs av Cresson 1872.  Crassomicrodus nigriceps ingår i släktet Crassomicrodus och familjen bracksteklar. Inga underarter finns listade i Catalogue of Life.